# The Slim Shady LP
The Slim Shady LP è il secondo album in studio del rapper statunitense Eminem, pubblicato il 23 febbraio 1999 dalla Interscope Records e dalla Aftermath Entertainment.
Il disco rappresenta il debutto commerciale del rapper, in quanto uscito per le etichette di Jimmy Iovine (Interscope) e Dr. Dre (Aftermath), ed è stato scritto dalla prospettiva di Slim Shady, alter ego del rapper creato per The Slim Shady EP (1997). I testi sono principalmente noti per il frequente uso di turpiloquio e per il contenuto violento.
L'album ottiene un successo commerciale e di critica. Gli autori musicali elogiano l'artista per il suo stile lirico unico e l'album debutta al secondo posto della Billboard 200 dietro a FanMail dei TLC, vendendo 283 000 copie fisiche nella prima settimana. Just Don't Give a Fuck è l'unico singolo underground estratto dal disco, mentre My Name Is è il primo singolo ad aver successo in tutto il mondo. Certificato quattro volte disco di platino dalla RIAA, al 2016 ha venduto oltre 18 milioni di copie in tutto il mondo. The Slim Shady LP è premiato con il Grammy 2000 per il miglior album rap. Nel 2003, la rivista Rolling Stone lo ha incluso al numero 273 della sua lista dei 500 migliori album di sempre.
The Slim Shady LP è il disco che gli fa svoltare la carriera: non solo da rapper underground Eminem approda alla fama mondiale, la Interscope Records gli concede una propria etichetta, la Shady Records, e gli paga le spese per un lungo tour a sostegno dell'album. Nell'estate del 1999 prende parte al Vans Warped Tour, tuttavia il successo e il contenuto del disco lo portano a essere ritenuto una figura altamente controversa, un personaggio percepito come misogino e una cattiva influenza per la gioventù americana.

## Accoglienza
| Recensione                    | Giudizio |
| ----------------------------- | -------- |
| AllMusic                      | [ 15 ]   |
| Chicago Sun-Times             | [ 16 ]   |
| Entertainment Weekly          | C+       |
| Los Angeles Times             | [ 18 ]   |
| Melody Maker                  | [ 19 ]   |
| NME                           | [ 20 ]   |
| Rolling Stone                 | [ 21 ]   |
| The Rolling Stone Album Guide | [ 22 ]   |
| Spin                          | [ 23 ]   |
| Robert Christgau              | A−       |
| IGN                           | [ 25 ]   |
| RapReviews                    | [ 26 ]   |

Ritenuto un capolavoro hip hop e uno dei migliori album del genere di tutti i tempi, pur prendendo le distanze dall'hip hop tradizionale, il disco riporta il genere al suo originario suono irriverente, grezzo e grintoso, venendo accolto in maniera generalmente positiva dai critici musicali: l'album «sciocca il mondo», abituato da anni ad ascoltare la musica rap, ma non abituato ad ascoltare Eminem, di conseguenza non riuscendo a comprendere quando è serio e quando scherza. Gli addetti ai lavori si soffermano sui contenuti violenti e misogini del disco, talvolta criticandoli positivamente.
Secondo Nathan Rabin per The A.V. Club, «la presenza di Dr. Dre all'interno dell'album dà un livello di immediata credibilità hardcore al rapper». Il debutto commerciale di Eminem rappresenta, sempre secondo Rabin, «qualcosa di diverso in quel mondo hip hop sempre più prevedibile.»
L'autore musicale di Complex Insanul Ahmend afferma che The Slim Shady LP è «al tempo stesso sia divertente sia terrificante» perché non sappiamo mai chi stia narrando le vicende: Eminem vive da qualche parte tra Marshall Mathers e Slim Shady, motivo per cui il disco è catalogabile sia nell'horrorcore sia nel comedy rap. Eminem riscopre una fetta di «giovani adolescenti ribelli [...] che esprimono la propria rabbia in questo disco»: il successo mainstream del rapper di Detroit è inizialmente visto come «una moda che non sarebbe durata troppo a lungo».
Molte tracce ricevono critiche negative a causa del loro contenuto violento o misogino, in particolare la traccia '97 Bonnie & Clyde, nella quale il rapper narra il viaggio in auto con sua figlia verso un lago dove poi Eminem scarica il cadavere della madre della bambina, riposto fino ad allora nel bagagliaio. La copertina dell'album riprende questa immagine.

### Riconoscimenti
Nel 2003 Rolling Stone inserisce l'album al numero 275 nella propria lista dei 500 migliori album di sempre. Ai Grammy Awards 2000, l'album vince il premio come miglior album rap, mentre My Name Is vince il premio come miglior performance rap solista. Complex classifica il brano Ken Kaniff al quindicesimo posto tra le «50 migliori skit hip-hop», mentre l'interludio iniziale Public Service Announcement è inserito al cinquantesimo posto nella medesima lista. Nel 2015, About.com lo inserisce alla posizione 76 nella sua lista dei «100 migliori album hip-hop di sempre».

## Tracce
Testi e musiche di Marshall Mathers, Mark Bass e Jeff Bass, eccetto dove indicato.
1. Public Service Announcement – 0:33
2. My Name Is – 4:28 (Marshall Mathers, Andre Young)
3. Guilty Conscience (feat. Dr. Dre) – 3:19 (Marshall Mathers, Andre Young)
4. Brain Damage – 3:46
5. Paul – 0:15
6. If I Had – 4:05
7. '97 Bonnie & Clyde – 5:16
8. Bitch – 0:19
9. Role Model – 3:25 (Marshall Mathers, Andre Young, Melvin Bradford)
10. Lounge – 0:46
11. My Fault – 4:01 – Bass Brothers, Eminem
12. Ken Kaniff – 1:16
13. Cum on Everybody (feat. Dina Rae) – 3:39
14. Rock Bottom – 3:34 – Bass Brothers
15. Just Don't Give a Fuck – 4:02
16. Soap – 0:34
17. As the World Turns – 4:25
18. I'm Shady – 3:31
19. Bad Meets Evil (feat. Royce da 5'9") – 4:13 (Marshall Mathers, Ryan Montgomery, Jeff Bass, Mark Bass)
20. Still Don't Give a Fuck – 4:12 – Bass Brothers, Eminem

## Formazione
- Eminem - rapping
- Richard Huredia - voce narrante (traccia 3)
- Kristie Abete - voce addizionale (traccia 6)
- Mel-Man - programmazione batteria (traccia 4)
- DJ Head - programmazione batteria (tracce 6-7)
- Denaun Potter - programmazione batteria (traccia 15)
- DJ Len Swann - scratches (traccia 7)
- Kid Rock - scratches (traccia 15)

## Classifiche

### Edizione standard

#### Classifiche settimanali
| Classifica (1999-2019) | Posizione massima |
| ---------------------- | ----------------- |
| Australia              | 49                |
| Austria                | 12                |
| Belgio (Fiandre)       | 46                |
| Belgio (Vallonia)      | 157               |
| Canada                 | 9                 |
| Francia                | 52                |
| Germania               | 51                |
| Giappone               | 39                |
| Irlanda                | 22                |
| Norvegia               | 25                |
| Nuova Zelanda          | 23                |
| Paesi Bassi            | 20                |
| Regno Unito            | 10                |
| Stati Uniti            | 2                 |
| Svezia                 | 40                |
| Svizzera               | 77                |

#### Classifiche di fine anno
| Classifica (1999) | Posizione massima |
| ----------------- | ----------------- |
| Regno Unito       | 64                |
| Stati Uniti       | 22                |
| Classifica (2000) | Posizione         |
| Regno Unito       | 44                |
| Stati Uniti       | 54                |
| Classifica (2001) | Posizione         |
| Regno Unito       | 84                |

### Special edition

#### Classifiche settimanali
| Classifica (2001) | Posizione massima |
| ----------------- | ----------------- |
| Belgio (Fiandre)  | 7                 |
| Belgio (Vallonia) | 27                |
| Svizzera          | 25                |

#### Classifiche di fine anno
| Classifica (2001) | Posizione massima |
| ----------------- | ----------------- |
| Belgio (Fiandre)  | 56                |